# Rearviewmirror: Greatest Hits 1991–2003
Rearviewmirror: Greatest Hits 1991-2003 – pierwsza składanka grungowego zespołu Pearl Jam, która zawiera największe przeboje grupy. Wydana została 16 listopada 2004 roku nakładem wytwórni Epic Records.

## Lista utworów

### Pierwsza płyta
1. "Once" (remiks 2004) (Eddie Vedder, Stone Gossard) – 3:16
  - Z albumu Ten.
2. "Alive" (remiks 2004) (Vedder, Gossard) – 5:42
  - Z albumu Ten.
3. "Even Flow" (Vedder, Gossard) – 5:03
  - Wersja z japońskiego singla "Alive". Ta wersja użyta jest też w teledysku.
  - Oryginalna wersja pochodzi z Ten.
4. "Jeremy" (Vedder, Jeff Ament) – 5:20
  - Z albumu Ten.
5. "State of Love and Trust" (Vedder, Mike McCready, Ament) – 3:43
  - Z albumu do filmu Singles.
6. "Animal" (Dave Abbruzzese, Ament, Gossard, McCready, Vedder) – 2:47
  - Z albumu Vs.
7. "Go" (Abbruzzese, Ament, Gossard, McCready, Vedder) – 3:12
  - Z albumu Vs.
8. "Dissident" (Abbruzzese, Ament, Gossard, McCready, Vedder) – 3:34
  - Z albumu Vs.
9. "Rearviewmirror" (Abbruzzese, Ament, Gossard, McCready, Vedder) – 4:44
  - Z albumu Vs.
10. "Spin the Black Circle" (Abbruzzese, Ament, Gossard, McCready, Vedder) – 2:49
  - Z albumu Vitalogy.
11. "Corduroy" (Abbruzzese, Ament, Gossard, McCready, Vedder) – 4:39
  - Z albumu Vitalogy.
12. "Not for You" (Abbruzzese, Ament, Gossard, McCready, Vedder) – 5:53
  - Z albumu Vitalogy.
13. "I Got Id" (Vedder) – 4:51
  - Fanom zespołu znana też jako "I Got Shit".
  - Z singla Merkin Ball (z Neilem Youngiem).
14. "Hail, Hail" (Gossard, Vedder, Ament, McCready) – 3:44
  - Z albumu No Code.
15. "Do the Evolution" (Gossard, Vedder) – 3:52
  - Z albumu Yield.
16. "Save You" (Ament, Matt Cameron, Gossard, McCready, Vedder) – 3:55
  - Z albumu Riot Act.

### Druga płyta
1. "Black" (remiks 2004) (Vedder, Gossard) – 5:39
  - Z albumu Ten.
2. "Breath" (Vedder, Gossard) – 5:24
  - Z albumu Singles.
3. "Daughter" (Abbruzzese, Ament, Gossard, McCready, Vedder) – 3:56
  - Z albumu Vs.
4. "Elderly Woman Behind the Counter in a Small Town" (Abbruzzese, Ament, Gossard, McCready, Vedder) – 3:15
  - Z albumu Vs.
5. "Immortality" (Abbruzzese, Ament, Gossard, McCready, Vedder) – 5:12
  - Z albumu Vitalogy.
6. "Better Man" (Vedder) – 4:28 
  - Z albumu Vitalogy.
7. "Nothingman" (Vedder, Ament) – 4:34
  - Z albumu Vitalogy.
8. "Who You Are" (Gossard, Jack Irons, Vedder) – 3:53
  - Z albumu No Code.
9. "Off He Goes" (Vedder) – 6:00
  - Z albumu No Code.
10. "Given to Fly" (McCready, Vedder) – 4:00
  - Z albumu Yield.
11. "Wishlist" (Vedder) – 3:26
  - Z albumu Yield.
12. "Last Kiss" (Wayne Cochran) – 3:17
  - Z singla "Pearl Jam's 1998 Christmas". Również z albumu Lost Dogs.
13. "Nothing As It Seems" (Ament) – 5:21
  - Z albumu Binaural.
14. "Light Years" (Gossard, McCready, Vedder) – 5:10
  - Z albumu Binaural.
15. "I Am Mine" (Vedder) – 3:36
  - Z albumu Riot Act.
16. "Man of the Hour" (Vedder) – 3:45
  - Z albumu do filmu Big Fish soundtrack.
17. "Yellow Ledbetter" (Ament, McCready, Vedder) – 5:03
  - Z singla "Jeremy". Również z albumu Lost Dogs.

## Pozycje na listach przebojów
| Year | Chart                    | Position |
| ---- | ------------------------ | -------- |
| 2004 | Australian Albums Chart  | 2        |
| 2004 | New Zealand Albums Chart | 3        |
| 2004 | Top Canadian Albums      | 10       |
| 2004 | The Billboard 200        | 16       |
| 2004 | Top Internet Albums      | 16       |
| 2004 | Irish Albums Chart       | 22       |
| 2004 | UK Albums Chart          | 58       |
| 2004 | German Albums Chart      | 75       |

## Twórcy
- Jeff Ament – bas
- Matt Cameron – perkusja
- Stone Gossard – gitara
- Mike McCready – gitara
- Eddie Vedder – wokal, gitara
- Dave Abbruzzese – perkusja
- Dave Krusen – perkusja
- Jack Irons – perkusja
- Kenneth "Boom" Gaspar – Hammond B3, Fender Rhodes
- Brendan O'Brien – bas w utworze "I Got Id", organy, Organy Hammonda, fortepian
- Pearl Jam, Brendan O'Brien, Adam Kasper, Brett Eliason, Tchad Blake, Rick Parashar – producenci muzyczni
- Brendan O'Brien, Tim Palmer, Nick Didia, Brett Eliason, Tchad Blake – dźwięk
- Brendan O'Brien, Nick Didia, Adam Kasper, Brett Eliason, Matt Bayles, Rick Parashar, John Burton, Sam Hofstedt, Carem Costanzo, Kevin Scott, Trina Shoemaker, Dave Hillis, Don Gilmore, Adrian Moore, Ashley Stubbert, Adam Samuels – inżynieria dźwięku
- George Webb – menadżer sprzętu
- Bob Ludwig at Gateway Mastering – mastering
- Brendan O'Brien – remiks "Once", "Alive", and "Black"
- Jeff Ament – koncepcja albumu
- Lance Mercer – zdjęcia
- Jeff Ament – dodatkowe zdjęcia
- Brad Klausen – projekt i layout